# Dayah Blang Cut
Dayah Blang Cut is een bestuurslaag in het regentschap Pidie van de provincie Atjeh, Indonesië. Dayah Blang Cut telt 167 inwoners (volkstelling 2010).